# Phyllorhinichthys
Phyllorhinichthys är ett släkte av fiskar. Phyllorhinichthys ingår i familjen Oneirodidae.
Kladogram enligt Catalogue of Life:
| Phyllorhinichthys | \| \| Phyllorhinichthys balushkini \| \| \| \| \| \| Phyllorhinichthys micractis \| \| \| \| |
|                   | \| \| Phyllorhinichthys balushkini \| \| \| \| \| \| Phyllorhinichthys micractis \| \| \| \| |
|                   | Bertella                                                                                     |
|                   |                                                                                              |
|                   | Chaenophryne                                                                                 |
|                   |                                                                                              |
|                   | Chirophryne                                                                                  |
|                   |                                                                                              |
|                   | Ctenochirichthys                                                                             |
|                   |                                                                                              |
|                   | Danaphryne                                                                                   |
|                   |                                                                                              |
|                   | Dermatias                                                                                    |
|                   |                                                                                              |
|                   | Dolopichthys                                                                                 |
|                   |                                                                                              |
|                   | Leptacanthichthys                                                                            |
|                   |                                                                                              |
|                   | Lophodolos                                                                                   |
|                   |                                                                                              |
|                   | Microlophichthys                                                                             |
|                   |                                                                                              |
|                   | Oneirodes                                                                                    |
|                   |                                                                                              |
|                   | Pentherichthys                                                                               |
|                   |                                                                                              |
|                   | Puck                                                                                         |
|                   |                                                                                              |
|                   | Spiniphryne                                                                                  |
|                   |                                                                                              |
|                   | Tyrannophryne                                                                                |
|                   |                                                                                              |
|                   | Phyllorhinichthys balushkini                                                                 |
|                   |                                                                                              |
|                   | Phyllorhinichthys micractis                                                                  |
|                   |                                                                                              |

|  | Phyllorhinichthys balushkini |
|  |                              |
|  | Phyllorhinichthys micractis  |
|  |                              |